# План Даллеса
План Да́ллеса (Доктрина Даллеса) — согласно теории заговора, план действий США против СССР, составленный во время холодной войны и заключавшийся в скрытом моральном разложении населения СССР. Авторство плана приписывается Аллену Даллесу, главе ЦРУ в 1953—1961 годах. Целью этого плана якобы являлось уничтожение СССР методами пропаганды, нацеленной на разобщение национальностей и социальных групп, потерю традиций, нравственных ценностей, моральное разложение населения страны. В виде, цитируемом сторонниками его подлинности, «План Даллеса» нигде не был опубликован, а английский оригинал этого текста никогда не был представлен. Текст, приписываемый Даллесу, впервые появился в российской печати в начале 1990-х годов и представляет собой подборку фрагментов романа А. С. Иванова «Вечный зов» в редакции 1981 года. В ноябре 2016 года текст «План Даллеса по уничтожению СССР (России)» включён в Федеральный список экстремистских материалов.
Под названием «План Даллеса» в России фигурирует также подборка выдержек из меморандума 20/1 Совета национальной безопасности США «Задачи в отношении России» от 18 августа 1948 года. Этот меморандум, будучи реальным американским документом, не имеет никакого отношения к Аллену Даллесу, и он не преследовал целей морального разложения советского общества.

## Текст «Плана Даллеса»

### Литературные истоки «Плана Даллеса»
Впервые высказывание, схожее по смыслу с «планом Даллеса», появилось в СССР в 1964 году в романе Юрия Дольд-Михайлика «У чёрных рыцарей»:

Человеческая натура такова, что в беде всегда ищет какую-нибудь отдушину: одни цепляются за религию, другие заливают горе вином, третьи ищут забытья в разгуле. Есть люди, горячо берущиеся за работу, считая её лучшим лекарством. Русским сейчас приходится туго. Вдова, потерявшая на фронте мужа… молодая девушка, которую бросил любимый… парень, сразу не нашедший себе места в жизни… — натолкните их на мысль, что они должны уповать на бога, завлеките их в секту, а если таковой не имеется, организуйте сами!.. Славяне любят попеть за рюмкой водки. Напомните им, как отлично они варили самогон во время гражданской войны. Пьяному море по колено, говорят русские. Создайте такое море, и пьяный побредёт туда, куда нам нужно. Русские, украинцы, белорусы склонны к юмору. Поможем им! Вооружим любителей острого словца анекдотами, высмеивающими их настоящее и будущее. Меткий анекдот распространяется с молниеносной быстротой, иногда даже людьми, беззаветно преданными советской власти. У русских есть неплохая поговорка: «Для красного словца не пожалею и отца». … анекдот это великая сила. Мимо одного проскользнёт незаметно, а у другого оставит в сознании тонкий налёт, который послужит своеобразным катализатором для всего антисоветского. … надежда каждой нации — её молодёжь! Мы обязаны сделать так, чтобы эта надежда обманула большевиков. Молодёжь склонна увлекаться, и это надо помнить, подбирая ключи к её умам. Отравляйте душу молодёжи неверием в смысл жизни, пробуждайте интерес к сексуальным проблемам, заманивайте такими приманками свободного мира, как модные танцы, красивые тряпки, специального характера пластинки, стихи, песни… Дети всегда найдут, в чём упрекнуть родителей. Воспользуйтесь этим! Поссорьте молодых со старшим поколением… Я бы мог перечислять и перечислять способы, к которым можно прибегнуть в каждом отдельном случае, но цель моей сегодняшней беседы не в этом. Я хочу доказать одно: мы должны быть такими изобретательными в способах психологической войны с коммунизмом, чтобы коммунистическая пропаганда не поспевала за нами!

Текст «Плана» почти дословно совпадает с высказываниями одного из отрицательных героев — бывшего русского жандармского офицера, а на момент высказывания штандартенфюрера СС — произнесёнными им во второй части романа «Вечный зов» Анатолия Иванова (начиная с редакции 1981 г.):

— Как сказать, как сказать… — покачал головой Лахновский, <…>— <…>Потому что голова у тебя не тем заполнена, чем, скажем, у меня. О будущем ты не задумывался. Окончится война — всё как-то утрясётся, устроится. И мы бросим всё, что имеем, чем располагаем: всё золото, всю материальную мощь на оболванивание и одурачивание людей! Человеческий мозг, сознание людей способно к изменению. Посеяв там хаос, мы незаметно подменим их ценности на фальшивые и заставим их в эти фальшивые ценности поверить! Как, спрашиваешь? Как?!
Лахновский по мере того, как говорил, начал опять, в который уж раз, возбуждаться, бегать по комнате.
— Мы найдём своих единомышленников: своих союзников и помощников в самой России! — срываясь, выкрикнул Лахновский.
Также существует значительное сходство между текстом Анатолия Иванова и высказыванием Петруши Верховенского из произведения «Бесы» Фёдора Достоевского: «мы пустим пьянство, сплетни, донос; мы пустим неслыханный разврат…» далее по тексту — «мы пустим смуту… не надо образования… одно или два поколения разврата теперь необходимо; разврата неслыханного, подленького, когда человек обращается в гадкую, трусливую, жестокую, себялюбивую мразь…» (глава 8).
Возможно, в качестве полемики Юлиан Семёнов в своей книге «Экспансия-I» приписывает Даллесу такие слова:

— Теперь ответь на следующий вопрос: кто из русских лидеров прожил на Западе столько, сколько Петр и Ленин? Отвечаю: никто больше. Следовательно, прикосновение мятежной русской мысли к европейскому техническому и культурному прогрессу дважды оказывалось для Запада чревато появлением нового качества государственной силы. А когда Россия оказывалась на задворках Европы? Когда она терпела унизительные поражения? В момент, когда русский двор стоял на позициях изоляционизма, когда все контакты с Западом были прерваны, когда они варились в собственном котле: первый раз это проявилось во время Крымской войны, когда десант англо-французов разгромил армию Николая Первого. К сожалению, да, да, именно так, к сожалению, вскоре после этого поражения в России освободили крестьян. Затем начал налаживаться контакт с Западом, что — если бы продолжался — могло ввести Россию в число пяти ведущих промышленных держав Европы. К счастью, после воцарения Александра Третьего то окно, которое прорубил Петр, снова захлопнулось, — древние традиционалисты, стоявшие в оппозиции к новациям Петра Великого, живучи при дворе императоров, — все контакты прекратились, и была выработана стратегия на превращение империи в евроазиатскую державу. Но разгром Николая Второго махонькой Японией снова вызвал в стране бурю негодования, а негодовать там было кому, как-никак Толстой, Чайковский, Достоевский и Менделеев по национальности русские, а отнюдь не англичане, нация мыслителей, куда не крути! И после всех пертурбаций пришел Ленин, который состоялся как политический и государственный деятель России на трех китах: немецкой философии, Французской революции и английской политэкономии. И Россия, став Республикой Советов, перешагнула границы Европы, Азии и Америки вооруженной не экспансией, но притягательностью своей доктрины. Не спорь, Джон, это мне неприятно, как и тебе, но нельзя восставать против фактов. Что же происходит сейчас? Наша сегодняшняя политика должна быть определена как самая глупая изо всех, какую мы проводили за последнее время. Мы насильно тащим Россию за стол переговоров, мы навязываем ей рецепты европейского парламентаризма, мы охаем и ахаем по поводу того, что они не понимают нас… Так ведь и слава богу, если не понимают, Джон! Задача Запада в том и состоит, чтобы, затолкав джинна в бутылку, оттеснить к его границам, пусть они преют в своем соку! Это им нужен обмен, Джон! Он нам не нужен! Мы должны сделать все, чтобы там снова восторжествовала идеология традиционалистов, мы обязаны содействовать разрыву всех тех контактов, которые установились во время войны!

### Популярность в России
Впервые текст «Плана Даллеса» был опубликован в одном из выступлений митрополита Санкт-Петербургского и Ладожского Иоанна (Снычёва) в газете «Советская Россия» 20 февраля 1993 года. Митрополит Иоанн ссылался на этот план, наряду с «Протоколами сионских мудрецов», в доказательство того, что Западом ведётся против России «подлая, грязная война, хорошо оплачиваемая, тщательно спланированная, непрерывная и беспощадная».
Почти одновременно «план» был процитирован поэтом и публицистом Борисом Олейником в журнале «Роман-газета» (№ 4, апрель 1993 года) и позднее в журнале «Молодая гвардия» (№ 7, июль 1993 года), редактировавшимся тогда самим Анатолием Ивановым. Текст многократно публиковался в газетах левой и национально-патриотической направленности. «План» цитировался также влиятельными общественными деятелями, такими как Владимир Жириновский, Никита Михалков и Михаил Задорнов.
Журналист Александр Кочуков в опубликованной в 2004 году в «Красной звезде» статье писал: «Ветераны спецслужб допускают, что в распоряжении КГБ СССР могло оказаться изложение речи Даллеса на каком-то закрытом заседании», источником при этом мог быть советский разведчик-нелегал или перебежчик одной из спецслужб США, имя которого не может быть раскрыто. По мнению Кочукова, возможно, что во времена Брежнева выдержку из агентурного сообщения немного отредактировали, придали ей «эмоциональной окраски» и т. д., а затем по каналам КГБ вбросили в среду советских журналистов и писателей.
По высказанному в 2006 году мнению эксперта Фонда национальной и международной безопасности, профессора Академии ФСБ РФ О. М. Хлобустова, «для утверждения о том, что „фальшивка разоблачена“, время ещё не пришло».
В апреле 2007 года лидер незарегистрированной партии «Великая Россия» Андрей Савельев заявил о подлинности текста «плана Даллеса», поскольку он «целиком и полностью отражает как политику США по отношению к СССР, так и достигнутые этой политикой результаты — разложение самосознания нашего народа и разрушение нашей страны».
Политолог, специалист по российско-американским отношениям Николай Злобин считает, что ни Даллес, ни какой-либо другой американский чиновник или политик не мог ничего подобного написать, поскольку этот текст полностью противоречит основам проводившейся в тот период американской политики по отношению к СССР. В частности, Злобин отмечает, что никакой установки на пропаганду космополитизма по отношению к народам СССР в 1945 году не существовало. Политика противостояния СССР была строго противоположная — пытаться пробудить национальное сознание, особенно у национальных меньшинств. Кроме того, указание в тексте, что Аллен Даллес был на тот момент директором ЦРУ, абсолютно бессмысленно, поскольку ЦРУ было создано двумя годами позже, Даллес стал директором ЦРУ в 1953 году, и никаких «доктрин» он не создавал. Злобин отмечает, что все документы того времени давно рассекречены и доступны бесплатно любому исследователю в американских архивах. Но такой документ никто не нашёл, поскольку его не существует. Поэтому он считает, что появление такого текста — «внутрироссийская проблема, связанная с теми болезнями, которые переживает российское сознание».
Владимир Соловьёв обращает внимание на исследование Николая Саквы, который выявил первоисточник «плана Даллеса» в романах Дольд-Михайлика и Иванова.
По мнению политолога и исследовательницы Джули Федор, несмотря на очевидную фальшивость, этот текст оказал большее влияние на национальное самосознание в России, чем любой из многочисленных рассекреченных документов периода холодной войны.
В июне 2015 года Асбестовский городской суд признал текст «План Даллеса по уничтожению СССР (России)» экстремистским материалом. До этого в городе распространялись листовки, где на одной стороне был напечатан текст «Плана Даллеса по уничтожению СССР (России)», а с другой — текст «Последние пожелания „Иванам“». В ходе изучения листовок сотрудники криминалистической лаборатории УФСБ России по Свердловской области установили, что содержание листовок направлено «на возбуждение ненависти и вражды по отношению к представителям государственной власти современной России». С 30 ноября 2016 года текст включён в Федеральный список экстремистских материалов (пункт 3932).
В 2016 году Губернатор Самарской области Николай Меркушкин накануне выборов в Государственную думу неоднократно упоминал план Даллеса, обвиняя в его исполнении политика и общественного деятеля Алексея Навального.
В 2020 году постоянный представитель России при ЕС Чижов пишет о «Плане Даллеса» как о реально существовавшем документе.

### В других странах
В 2020 году председатель Совета Республики Национального собрания Республики Беларусь Наталья Кочанова на встрече со студентами рассказала им о плане Даллеса и показала видео, пересказывавшее основные положения плана.

## Меморандум СНБ 20/1 как «План Даллеса»
Иногда «Планом Даллеса» называют меморандум 20/1 СНБ США («Задачи в отношении России») от 18 августа 1948 (NSC 20/1 1948), представляющий собой подготовленный Советом национальной безопасности США по запросу министра обороны Джеймса Форрестола аналитический документ о долгосрочных целях политики США в отношении СССР. Этот документ был составлен во время кризиса, связанного с советской блокадой Западного Берлина, и не связан ни с Аленом Даллесом, ни с ЦРУ. Совпадений и общих мест в текстах так называемого «Плана Даллеса» (восходящего к роману Иванова) и «Меморандума 20/1 СНБ США» нет. При этом под именем «плана Даллеса» фигурирует не полный текст документа, а контаминация выдержек, приведённых в книге Н. Н. Яковлева «ЦРУ против СССР».
Согласно рассекреченному и опубликованному тексту Меморандума 20/1, основные задачи американской политики в отношении СССР делились на:
- военные (на случай войны и победы над СССР)
- мирные (при отсутствии войны). «Мирные» цели сводились к следующему:
  - А. Уменьшить мощь и влияние Москвы до таких пределов, в которых они больше не будут представлять угрозу миру и стабильности международного сообщества
  - B. Добиться коренных изменений в теории и практике международных отношений, которых придерживается правительство, находящееся у власти в России".

Первая задача предполагала «сокращение чрезмерной мощи России», однако «без необходимости затрагивать основные жизненные интересы русского государства», исключительно с помощью уничтожения неформальных каналов международного коммунистического влияния. «Таким образом, отмирание структуры власти, которая ранее была известна как Третий Интернационал, которая пережила употребления этого названия, не должно включать никакого официального унижения правительства в Москве и никаких формальных уступок со стороны Советского государства». Это относится и к прекращению системы сателлитных связей между СССР и странами Восточной Европы, с превращением последних в полноценных, полностью суверенных участников международных отношений. В отношении границ СССР документ занимал двоякую позицию: его авторы готовы принять «во имя поддержания мира» расширение этих границ после 1939 г., но не в отношении стран Прибалтики — здесь авторы настаивают на принципиальной поддержке прибалтийских народов. Однако, поскольку выход Прибалтики из состава СССР затрагивал бы уже национальные интересы СССР и был бы невозможен без войны, авторы доклада не пропагандируют этого варианта, а предлагают компромиссный, с предоставлением странам Балтии «автономных режимов, в целом соответствующих культурным потребностям и национальным стремлениям народов, о которых идёт речь».
По пункту B имелось в виду прекращение со стороны СССР идеологизированной и ориентированной на идеологическую гегемонию политики с заменой её политикой, построенной на принципах «терпимости и международного сотрудничества», предполагающих признание за всеми народами и странами равных прав и права преследования национальных целей, расходящихся с коммунистической идеологией.
Особый комплекс целей выдвигался на случай войны и победы над СССР. Указывалось, что США не должны осуществлять оккупацию страны и брать на себя ответственность за неё (прежде всего ввиду невозможности контролировать столь обширные территории и многочисленное население); также они не должны стремиться к самостоятельному насаждению демократии западного образца, ввиду слабости, если не отсутствия, демократических традиций в России. Следует считаться с любым правительством, которое возникнет, и принимать как должное, что ни одно правительство России не будет однозначно проамериканским и устраивающим США во всех отношениях. Возможно даже, на значительной части страны сохранится коммунистический режим. В любом случае новая Россия:
- а) не должна быть настолько сильной в военном отношении, чтобы угрожать соседям;
- б) должна предоставить широкую автономию национальным меньшинствам;
- в) должна экономически зависеть от внешнего мира;
- г) не должна установить нового «железного занавеса».

Авторы однозначно выступают за предоставление независимости прибалтийским республикам, но считают, что для Украины, ввиду её тесных культурных и исторических связей с Россией, достаточно широкой федерации; впрочем, если Украина без поддержки США провозгласит независимость, против этого не следует выступать. При этом констатировалось, что США и союзники не потерпят, чтобы в побеждённой России или в её части у власти оставался кто-либо из нынешних советских лидеров.
В развитие директивы СНБ 20/1, в начале 1950 г. был разработан меморандум NSC 68 («Цели и задачи в отношении национальной безопасности»). В разделе выводов он, в целом, кратко повторял рекомендации предыдущей, но при этом содержал развёрнутый анализ природы американо-советского противостояния, как её видели в Вашингтоне. С точки зрения американского руководства, основной целью США в нём является «обеспечение целостности и жизнеспособности нашего свободного общества, основанного на понятиях достоинства и чести человека», тогда как основной целью советских руководителей «является сохранение и укрепление своего абсолютного могущества в Советском Союзе и на территориях, находящихся сейчас под их контролем. Вместе с тем реализация этого плана, по мнению советских лидеров, требует постоянного расширения власти и полного уничтожения любой действенной оппозиции. Таким образом, этот план предполагает либо свержение, либо уничтожение государственного аппарата и структуры общества в странах несоветского мира, а также их замену на зависимые от Кремля или им контролируемые». Главное препятствие на пути реализации этой цели — США, которые Советы поэтому стремятся уничтожить любыми средствами. «Кремль рассматривает Соединённые Штаты в качестве единственной преграды на пути реализации своего основного плана. Основной конфликт — это противостояние идеи свободы, в основе которой лежит законность, и идеи рабства мрачной деспотии Кремля» — подчёркивают авторы документа. «Не желая того, наше свободное общество оказывается перед неумолимым вызовом, бросаемым советской системой. Никакая другая система ценностей так не противоречит нашей, не является столь непоколебимой в своей цели уничтожить нас и не готова использовать для достижения своих целей наиболее опасные тенденции и процессы, происходящие в нашем обществе. Никакая другая система не пытается столь искусно и властно пробудить иррационализм, скрытый в человеческом существе, и никакая другая система не имеет поддержки столь сильного и крепнущего центра военной власти». В случае войны рекомендовалось не предъявлять России условий «безоговорочной капитуляции, подчинения советского народа или лишения России её экономического потенциала» — это должно неизбежно сплотить народы России «вокруг режима, их поработившего». Предполагалось добиваться «принятия СССР некоторых особых условий, при которых смогут процветать свободные институты и при которых народы России будут иметь возможность определять свою собственную судьбу. И если мы сможем превратить русский народ в своих союзников, мы облегчим нашу задачу и сделаем победу более верной».

## Аналогичные теории в других странах
К. В. Душенко отмечает, что в 1946 году СМИ Великобритании опубликовали документ под названием «Коммунистические правила революции», якобы обнаруженные в Германии союзными войсками, основными положениями которого являлись:

1. Развратить молодёжь; отвести её от религии. Внушить ей интерес к сексу.
2. Ложной аргументацией разрушить старые моральные ценности (…).
3. Отвлечь умы от политики, переключив всё внимание на спорт, книги о сексе, игры и прочие маловажные занятия.
4. Поставить под свой контроль все средства массовой информации.
5. Разрушить веру людей в их естественных лидеров, изображая их в постыдном, смешном и оскорбительном виде.

Кроме того Душенко указывает, что 24 августа 1960 года в газете «Лос-Анджелес гералд» были напечатаны отрывки взятые из брошюры «Промывание мозгов. Изложение русского руководства по психополитике», которая была в 1955 году опубликована в Нью-Йорке фондом Лафайета Рональда Хаббарда, писателя-фантаста и основателя «Церкви саентологии», где указывалось следующее:

Сделав доступными всевозможные наркотики, давая подростку спиртное, восхваляя его необузданность, пичкая его секс-литературой, (…) психополитик может воспитать в нём необходимую нам склонность к беспорядку, безделью и бесполезному времяпрепровождению и побудить его выбрать решение, которое даст ему полную свободу во всём — то есть Коммунизм. (…) Если вы сможете убить национальную гордость и патриотизм в подрастающем поколении, вы завоюете эту страну.